# José Domingo de Obaldía
José Domingo de Obaldía, né le 30 janvier 1845 à David et mort le 1er mars 1910 à Panama, est un homme politique panaméen, 2e président de la République de 1908 à 1910 après Manuel Amador Guerrero.

## Biographie

### Famille
Fils de José de Obaldía (1806-1889), président de la république de Nouvelle-Grenade, il est le grand-père de José Clémente de Obaldía, diplomate, qui deviendra ministre de l'Intérieur, le grand père de l'artiste Isabel de Obaldía, et l'arrière-grand-père du poète, écrivain et dramaturge René de Obaldia (1918-2022), membre de l'Académie française.